# Gmina Posedarje
Gmina Posedarje (chorw. Općina Posedarje) – gmina w Chorwacji, w żupanii zadarskiej. W 2011 roku liczyła  3607 mieszkańców.